# 范鎮龍
プラバーサダルマ（サンスクリット語: प्रभासधर्म, ラテン文字転写: Prabhāsadharma, 生年不詳 - 645年）は、チャンパ王国（林邑国）第4王朝の第4代国王（在位：640年 - 645年）。
漢文史料では范 鎮龍（はん ちんりゅう、ベトナム語: Phạm Trấn Long）と記される。

## 生涯
カンダルパダルマの子。父王が死去すると即位した。640年と642年5月の2度、唐へ朝貢の使者を送り、通天犀と雜宝を献上した。645年、臣下のマハー・マントラディクルタに殺害された。この時、王族も皆殺されて范氏一族は絶えたとされる。

## 参考資料
- George Cœdès (May 1, 1968). The Indianized States of South-East Asia. University of Hawaii Press. ISBN 978-0824803681
- R. C. Majumdar (1927). Ancient Indian colonies in the Far East. Vol. I, Champa. Punjab Sanskrit Book Depot
- Geetesh Sharma (2010). Traces of Indian Culture in Vietnam. Rajkamal Prakashan. ISBN 978-8190540148
- 『旧唐書』巻一百九十七 列伝第一百四十七 南蛮
- 『新唐書』巻二百二十二 列伝第一百四十七 南蛮
- 『冊府元亀』巻九百七十 朝貢第三